# Real Madrid CF (vrouwenvoetbal)
Real Madrid Femenino is het vrouwenvoetbalelftal van Real Madrid. Het team werd in 2014 opgericht als Club Deportivo TACÓN. In 2019 werd het overgenomen door Real Madrid en sinds medio 2020 speelt het team officieel onder die naam. Het team speelt in de Primera División Femenina, waarbij de thuiswedstrijden worden afgewerkt in het Estadio Alfredo Di Stéfano.

## Geschiedenis
CD TACÓN werd opgericht op 12 september 2014. In 2018 werd de regionale titel in de Segunda División behaalde, maar in de play-offs voor promoties werd verloren van EDF Logroño. In 2019 werd TACÓN wederom regionaal kampioen en ditmaal slaagde het team er wel in te promoveren in de Primera División.
In juni 2019 werd bekendgemaakt dat Real Madrid de club inlijfde als de vrouwenvoetbalafdeling van de club. TACÓN ging in het seizoen 2019/2020 voor het eerst in het Estadio Alfredo Di Stéfano spelen. De Zweedse international Kosovare Asllani werd als eerste speelster gecontracteerd door Real Madrid.
Sinds 1 juli 2020 is CD TACÓN officieel opgegaan in Real Madrid en is de naam gewijzigd naar Real Madrid Femenino.

## Erelijst
| Internationaal                                |    |            |
| Regionaal kampioen Primera Nacional de Fútbol | 2x | 2018, 2019 |

## Stadion

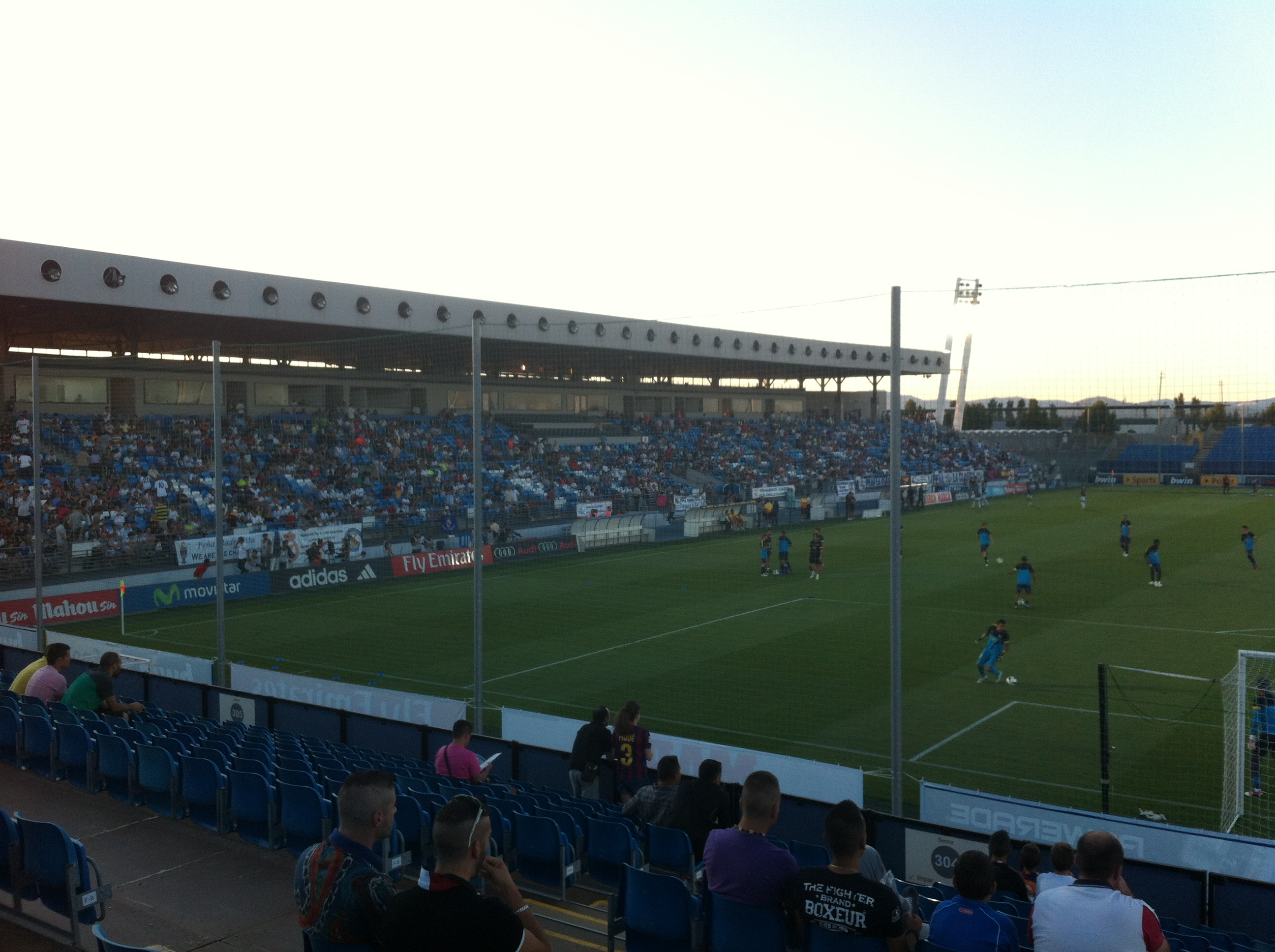
Estadio Alfredo Di Stéfano

### Di Stéfano
Op 9 mei 2006 werd het Estadio Alfredo Di Stéfano in gebruik genomen als nieuwste stadion van de club. Het heeft een capaciteit van 6.000 plaatsen en is sinds medio 2019 het thuisstadion van Real Madrid Femenino. Het staat op het trainingscomplex van de club, Ciudad Deportivo de Valdebebas. Ook het tweede elftal van de club, Real Madrid Castilla, werkt haar wedstrijden hier af.

## Trainingscomplex

### Valdebebas
In 2005 werd Ciudad Deportivo de Valdebebas in gebruik genomen door Real Madrid. Het vrouwenvoetbal maakt sinds de overname in 2019 gebruik van het complex. Het complex heeft de bijnaam Real Madrid City.

## Sponsoren
| 2020–2024 | Adidas | Emirates |        |
| 2024–2026 | Adidas | Emirates | HP     |
| 2026–2027 | Adidas | n.n.b.   | HP     |
| 2027–2028 | Adidas | n.n.b.   | n.n.b. |

## Eerste elftal

### Selectie
| Nr.           | Naam                 | Sinds      | Contract   | Vorige club         |
| Doelmannen    | Doelmannen           | Doelmannen | Doelmannen | Doelmannen          |
| ------------- | -------------------- | ---------- | ---------- | ------------------- |
| 1             | Misa Rodríguez       | 2020       |            | Deportivo La Coruña |
| 13            | Mylène Chavas        | 2023       |            | Bordeaux            |
| Verdedigers   |                      |            |            |                     |
| 2             | Oihane Hernández     | 2023       |            | Athletic Club       |
| 4             | Rocío Gálvez         | 2021       |            | Levante             |
| 5             | Antônia Silva        | 2024       |            | Levante             |
| 7             | Olga Carmona         | 2020       |            | Sevilla             |
| 14            | María Méndez         | 2024       |            | Levante             |
| 15            | Sheila García        | 2024       |            | Atlético Madrid     |
| 23            | Maëlle Lakrar        | 2024       |            | Montpellier         |
| Middenvelders |                      |            |            |                     |
| 3             | Teresa Abelleira     | 2020       |            | Deportivo La Coruña |
| 6             | Sandie Toletti       | 2022       |            | Levante             |
| 8             | Maite Oroz           | 2020       |            | Athletic Club       |
| 10            | Caroline Weir        | 2022       |            | Manchester City     |
| 21            | Filippa Angeldahl    | 2024       |            | Manchester City     |
| 24            | Melanie Leupolz      | 2024       |            | Chelsea             |
| Aanvallers    |                      |            |            |                     |
| 9             | Signe Bruun          | 2023       |            | Olympique Lyon      |
| 11            | Alba Redondo         | 2024       |            | Levante             |
| 16            | Caroline Møller      | 2021       |            | Internazionale      |
| 17            | Carla Camacho        | 2021       |            |                     |
| 18            | Linda Caicedo        | 2023       |            | Deportivo Cali      |
| 19            | Eva Navarro          | 2024       |            | Atlético Madrid     |
| 20            | Naomie Feller        | 2022       |            | Stade de Reims      |
| 22            | Athenea del Castillo | 2021       |            | Deportivo La Coruña |

Laatste update: 14 augustus 2024

## Overzichtslijsten
| Resultaten van Real Madrid sinds 2020 | Resultaten van Real Madrid sinds 2020 | Resultaten van Real Madrid sinds 2020 | Resultaten van Real Madrid sinds 2020 | Resultaten van Real Madrid sinds 2020 | Resultaten van Real Madrid sinds 2020 | Resultaten van Real Madrid sinds 2020 | Resultaten van Real Madrid sinds 2020 | Resultaten van Real Madrid sinds 2020 | Resultaten van Real Madrid sinds 2020 | Resultaten van Real Madrid sinds 2020 | Resultaten van Real Madrid sinds 2020 | Resultaten van Real Madrid sinds 2020 | Resultaten van Real Madrid sinds 2020 |
| Seizoen                               | Competitie                            | Competitie                            | Competitie                            | Competitie                            | Competitie                            | Competitie                            | Competitie                            | Competitie                            | Competitie                            | Beker                                 | Supercup                              | Internationaal                        | Bijzonderheden                        |
| Seizoen                               | Divisie                               | GW                                    | W                                     | G                                     | V                                     | PNT                                   | DV                                    | DT                                    | POS                                   | Beker                                 | Supercup                              | Internationaal                        | Bijzonderheden                        |
| ------------------------------------- | ------------------------------------- | ------------------------------------- | ------------------------------------- | ------------------------------------- | ------------------------------------- | ------------------------------------- | ------------------------------------- | ------------------------------------- | ------------------------------------- | ------------------------------------- | ------------------------------------- | ------------------------------------- | ------------------------------------- |
| 2020/21                               | Liga F                                | 34                                    | 23                                    | 5                                     | 6                                     | 74                                    | 75                                    | 33                                    | 2e                                    | Kwartfinale                           | –                                     | –                                     |                                       |
| 2021/22                               | Liga F                                | 30                                    | 19                                    | 3                                     | 8                                     | 60                                    | 41                                    | 31                                    | 3e                                    | Halve finale                          | –                                     | Kwartfinale                           |                                       |
| 2022/23                               | Liga F                                | 30                                    | 24                                    | 3                                     | 3                                     | 75                                    | 80                                    | 25                                    | 2e                                    | 2e                                    | –                                     | Groepsfase                            |                                       |
| 2023/24                               | Liga F                                | 30                                    |                                       |                                       |                                       |                                       |                                       |                                       | 2e                                    | Kwartfinale                           | –                                     | Groepsfase                            |                                       |

## Bekende (oud-)Madrilenen

### Speelsters
- Kosovare Asllani
- Signe Bruun
- Athenea del Castillo
- Marta Corredera
- Sofia Jakobsson
- Melanie Leupolz
- Thaisa Moreno

### Trainers
- Alberto Toril